# نهر كونر
نهر كونر (بالأردية: دریائے کونڑ; بالبشتوية: د کونړ سيند; بالكهوارية: کونڑ سيند)، المعروف أيضًا باسم نهر شيترال (بالأردية: دریائے چترال)، نهر مستوج (البشتوية: مستوج سيند) ونهر كاما (بالكهوارية: کامې سيند). هو نهر يبلغ طوله 480 كيلومترًا (300 ميل) يقع في شمال باكستان وشرق أفغانستان. ينبع من جنوب جبال هندوكوش، في شمال بدخشان. ويندمج لاحقًا مع نهر كابل في ولاية ننكرهار في أفغانستان. ويتغذى نظام النهر من ذوبان الأنهار الجليدية والثلوج في جبال هندو كوش. نهر كونر هو أحد روافد نهر كابل، وهو بدوره أحد روافد نهر السند.

## المنبع ومسار التدفق
ينبع النهر من أقصى الشمال من جبال هندو كوش الجليدية في نورستان، أفغانستان، حيث يشار إليه باسم نهر كونر. حوالي 60% إلى 70% من التصريف السنوي لنهر كونر ينبع من منطقة هندو كوش. ويسمى عند مصب النهر حتى مدينة مستوج بنهر مستوج، حتى يلتقي بنهر لوتكوه. ثم يتجه كونر جنوبًا إلى وادي كونر العلوي في أفغانستان. في أسعد آباد، يلتقي بنهر بيش ويصب أخيرًا في نهر كابل إلى الشرق من مدينة جلال آباد في أفغانستان. ثم تتدفق الأنهار مجتمعة شرقًا إلى باكستان مرة أخرى، وتلتقي بنهر السند عند مدينة أتك

نهر كونر في وادي كونر، أفغانستان

.

## للاستزادة
- Allan، Nigel J. R.؛ Buddruss، Georg (1991). "CHITRAL". Encyclopaedia Iranica, Vol. V, Fasc. 5. ص. 487–494. مؤرشف من الأصل في 2023-12-04.
- | - ع - ن - ت أنهار أفغانستان                                                                                                                               | - ع - ن - ت أنهار أفغانستان |
| --- | --------------------------- |
| - نهر بلخ - نهر بنجشير - نهر بيش - نهر غوربند - نهر فراه - نهر كابل - نهر كوكشة - نهر كونر - نهر هري - نهر هلمند - نهر البانج - نهر المرغاب - جيحون (نهر) |                             |